# Hvalbakur
Hvalbakur, és un escull d'Islàndia situat a l'oceà Atlàntic, davant de la costa d'Austurland i que constitueix el punt més oriental del país. El seu nom és un topònim islandès que traduït literalment significa "l'esquena de la balena".

## Geografia
Situat a 35 quilòmetres a l'est de l'illa principal del país, Hvalbakur és un escull amb uns 200 metres de llargada per 100 metres d'amplada i amb una superfície d'una hectàrea. El seu punt més alt es troba a 5 metres per sobre el nivell del mar.

## Història
La primera menció d'Hvalbakur data de 1617 en un mapa del navegant i cartògraf holandès Joris Carolus que la va anomenar "Illa d'Opdams". A causa d'un error va registrar l'illa a una suposada latitud de 66° nord enfront els 64° nord de latitud on es troba en realitat. Per aquest motiu es va creure que l'escull era una illa fantasma fins que va ser redescoberta mig segle després i rebatejada com "Enchuysen".

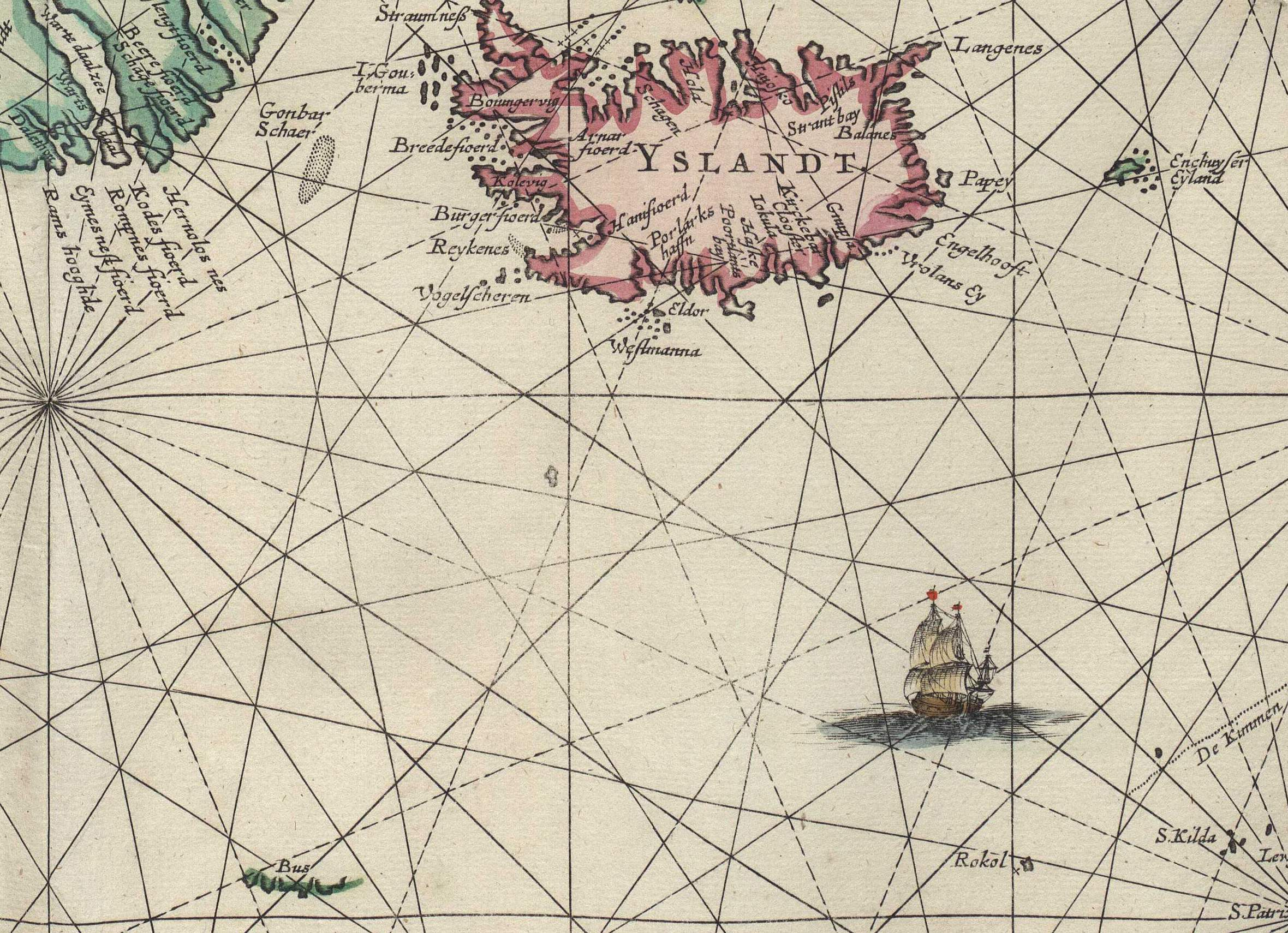
Retall d'un mapa de 1650 que mostra la posició de l'illa d'Enchuysen, ara anomenada Hvalbakur, a l'est d'Islàndia.